# Aserbajdsjan ved sommer-OL 2012
Aserbajdsjan deltog i Sommer-OL 2012 i London, som blev arrangeret i perioden 27. juli til 12. august 2012.

## Medaljer
| 2012 London  | Guld | Sølv | Bronze | Total |
| Aserbajdsjan | 2    | 2    | 6      | 10    |